# Harold Shorty Baker
Pour les articles homonymes, voir Harold Baker et Baker.
Shorty Baker (Harold Baker) est un trompettiste de jazz américain né le 26 mai 1914 à St. Louis (Missouri et décédé le 8 novembre 1966 à New York.
Shorty Baker est parfois crédité sur certains enregistrements sous son vrai nom: Harold Baker.

## Biographie
Dans sa jeunesse, Harold Baker apprend la batterie puis la trompette. Il commence sa carrière dans l'orchestre de son frère avant de jouer pour Fate Marable sur des riverboats du Mississippi. Il travaille ensuite pour Erskine Tate, Don Redman (1936-1938), Teddy Wilson (1939-1940) et Andy Kirk (1940-1942).
À partir de 1942 et jusqu'en 1962 (avec cependant plusieurs interruptions), il est membre de la section de trompettes du big band de Duke Ellington. Shorty Baker est souvent utilisé par le Duke comme soliste sur des ballades où son timbre rond et chaud fait merveille.
Shorty Baker s'est aussi produit avec Mercer Ellington, Johnny Hodges, Russell Procope, Doc Cheatam, Bud Freeman, Tyree Glenn, le bluesman Ivory Joe Hunter,... Il a été marié et a travaillé avec la pianiste Mary Lou Williams.
Après son départ définitif de chez Ellington, il s'installe à New York où il dirige sa propre petite formation et exerce comme musicien « free lance » dans les studios. Il décède des suites d'un cancer à la gorge en 1966.
En 1942 il épouse la pianiste et compositrice de jazz Mary Lou Williams, ils divorcent en 1944.

## Repères discographiques
- « The Broadway Beat» Harold Shorty BAKER quartet (King 608, 1958)
- « The Bud Freeman All Stars featuring Shorty Baker » (Swingville, 1960)
- « Shorty & Doc » (Original Jazz Classics/Prestige, 1961) - Avec Doc Cheatam.